# Jauhienij Misiula
Jauhienij Mikałajewicz Misiula (biał. Яўгеній Мікалаевіч Місюля; ros. Евгений Николаевич Мисюля, Jewgienij Nikołajewicz Misiula; ur. 13 marca 1964 w Praznikach w obwodzie grodzieńskim) – białoruski lekkoatleta specjalizujący się w chodzie sportowym, trzykrotny uczestnik letnich igrzysk olimpijskich (Seul 1988, Atlanta 1996, Ateny 2004). W czasie swojej kariery reprezentował również Związek Socjalistycznych Republik Radzieckich.
Mąż białoruskiej chodziarki Natalli Misiuli. 

## Sukcesy sportowe
- mistrz ZSRR w chodzie na 20 kilometrów – 1991[1]
- mistrz Białorusi w chodzie na 20 kilometrów – 1993[2]

| Rok  | Miasto       | Zawody                    | Konkurencja   | Wynik         |
| ---- | ------------ | ------------------------- | ------------- | ------------- |
| 1989 | L'Hospitalet | puchar świata             | chód na 20 km | 3. miejsce    |
| 1991 | Tokio        | mistrzostwa świata        | chód na 20 km | brązowy medal |
| 1993 | Stuttgart    | mistrzostwa świata        | chód na 20 km | 5. miejsce    |
| 1994 | Paryż        | halowe mistrzostwa Europy | chód na 20 km | 7. miejsce    |
| 1994 | Helsinki     | mistrzostwa Europy        | chód na 20 km | srebrny medal |
| 1995 | Göteborg     | mistrzostwa świata        | chód na 20 km | brązowy medal |
| 1995 | Pekin        | puchar świata             | chód na 20 km | 4. miejsce    |
| 1996 | Atlanta      | igrzyska olimpijskie      | chód na 20 km | 9. miejsce    |
| 1997 | Ateny        | mistrzostwa świata        | chód na 20 km | 6. miejsce    |
| 1997 | Podiebrady   | puchar świata             | chód na 20 km | 6. miejsce    |
| 2001 | Dudince      | puchar Europy             | chód na 20 km | 2. miejsce    |
| 2002 | Monachium    | mistrzostwa Europy        | chód na 20 km | 6. miejsce    |
| 2002 | Turyn        | puchar świata             | chód na 20 km | 5. miejsce    |

## Rekordy życiowe
- chód na 3000 metrów – 11:27,63 – Sopot 14/06/1997
- chód na 5000 metrów – 19:08,55 – Bydgoszcz 15/06/2001
- chód na 5000 metrów (hala) – 19:15,26 – Paryż 12/03/1994
- chód na 5 kilometrów – 19:20 – Hildesheim 12/09/1998
- chód na 10 kilometrów – 39:37 – Hildesheim 14/09/2003
- chód na 20 kilometrów – 1:18:18 – Eisenhüttenstadt 11/05/1996
- chód na 20 000 metrów – 1:20:41,60 – Bergen 26/04/1986
- chód na 30 kilometrów – 2:02:45 – Mohylew 28/04/1991
- chód na 50 kilometrów – 4:10:56 – Grodno 10/07/1998